# University Press of Mississippi
A University Press of Mississippi ( UPM ), fundada em 1970, é uma editora universitária patrocinada pelas oito universidades estaduais do Mississippi (ou seja, Alcorn State University, Delta State University, Jackson State University, Mississippi State University, Mississippi University for Women, Mississippi Valley State University, University of Mississippi e University of Southern Mississippi ), tornando-a uma das poucas editoras universitárias nos Estados Unidos a ter mais de uma universidade afiliada.
Membro da Association of University Presses desde 1976, a University Press of Mississippi emite cerca de 85 novos livros a cada ano, e, a partir de 2022, publicou mais de 2.000 títulos. A imprensa é mais conhecida por seus trabalhos relativos à história afro-americana, literatura infantil, mídia de cultura pop (por exemplo, cinema, televisão e histórias em quadrinhos) e estudos regionais.

## Publicações
As principais séries de livros publicadas pela University Press of Mississippi incluem: 
- "Música feita na América"
- "Terceira Costa da América"
- "Migrações Atlânticas e a Diáspora Africana "
- "Livros de Bandeiras"
- "Estudos do Caribe"
- "Simpósio do Chanceler Porter L. Fortune na História do Sul"
- " Associação de Literatura Infantil "
- "Direitos Civis no Mississippi"
- Série de monografias "Conversas"
- "Abordagens críticas para artistas de quadrinhos"
- "Perspectivas críticas sobre Eudora Welty "
- "Culturas da Infância"
- " Faulkner e Yoknapatawpha "
- "Estudos Folclóricos em um Mundo Multicultural"
- "Grandes Quadrinhos"
- "Patrimônio do Mississippi"
- "Lendas de Hollywood"
- "Série de Estudos de Terror e Monstruosidade"
- "Série Margaret Walker Alexander em Estudos Afro-Americanos"
- "Raça, retórica e mídia"
- "Reenquadrando Hollywood"
- " Museu e Casas Históricas da Universidade do Mississippi "
- "Livros de Willie Morris em memórias e biografia"